# Джонстаун (Пенсільванія)
Джонстаун (англ. Johnstown) — місто (англ. city) в США, в окрузі Кембрія штату Пенсільванія. Населення — 18 411 особа (2020).

## Історія

### Повінь 1889 року
Дамба Саут-Форк була побудована в 1852 році, щоб забезпечити джерело чистої води для міста та району. Новостворена дамба утворила велике штучне озеро Конемо. Обслуговування дамби було передано місцевому Клубу риболовлі та мисливства у 1881 році, який використав землю навколо озера для будівництва рекреаційної зони. Цю нову територію відвідували елітні клієнти клубу, які приїжджали з Піттсбурга. Приватний клуб зробив кілька модифікацій греблі, щоб покращити відпочинок для своїх відвідувачів. Щоб зберегти популяцію риби, клуб встановив рибозахисні сітки у водозливній трубі та перекрив дренажні труби дамби, що призвело до небезпечного наповнення озера, особливо під час сезону дощів навесні.
Сильний дощ навесні 1889 року спричинив підняття рівня води в озері, створюючи величезний тиск на дамбу. Коли сміття накопичувалося в озері, рибні сітки, додані клубом, виконували роль пастки та перешкоджали воді просуватися через водозлив, через що сміття залишалося в озері та ще більше підвищувало рівень води. Наприкінці травня весняний шторм приніс сильний дощ на схід США, включаючи центральну Пенсільванію. Вода в озері почала переливатися через дамбу. Людей, які побачили неминучу небезпеку, направили до населених пунктів в низині, щоб попередити жителів про необхідність евакуації. У минулі роки подібні попередження надходили щодо незначних сезонних повеней з річки Літл-Конемо, тому мало хто з жителів прислухався до цього попередження, не підозрюючи про катастрофу, яка насувалася на них.
Близько 15:00 31 травня 1889 року дамбу Саут-Форк прорвало, внаслідок чого майже 5 мільярдів галонів води хлинули вниз по течії. Всього за 10 хвилин велика маса води знищила населені пункти Саут-Форк, Мінерал-Пойнт, Вудвейл і Іст-Конемо. Інженер потяга Джон Гесс почув гучний гуркіт повені, що йшов до вокзалу, де він чекав відправлення. Гесс швидко запустив паровоза свого потяга й погнав його на захід, де незабаром вдарить повінь, попереджаючи жителів про наближення потужної повені. Багато жителів населених пунктів уздовж колії потяга почули безперебійну сирену зі свистка та втекли. Приблизно через годину після прориву вода зібралася в хвилю заввишки 40 футів, шириною майже півмилі, яка мчала вперед зі швидкістю 40 миль на годину. Ця небезпечна та смертоносна водна хвиля прямувала до Джонстауна. За лічені хвилини 1600 будинків було змито, а понад 2200 людей загинуло, включаючи 99 сімей. Хвиля була настільки сильною, що 170 000-фунтові локомотиви були викинуті майже на 5000 футів від колії. Уламки, зокрема будинки, накопичилися на Кам'яному мосту в Джонстауні та загорілися.
Тіла загиблих були знайдені через 22 роки на відстані 350 миль від Джонстауна в Цинциннаті. Повінь 1889 року в Джонстауні була найбільшою катастрофою з втратами серед цивільного населення за один день у США, до терактів 11 вересня 2001 року. Руйнівна повінь 1889 року також стала можливістю для нещодавно створеного Американського Червоного Хреста, заснованого медсестрою та героєм Громадянської війни Кларою Бартон у 1881 році . Бартон і більше 60 волонтерів прибули на місце події з Вашингтона, округ Колумбія, приблизно через п'ять днів після того, як сталася трагедія. Загалом Червоний Хрест передав товарів на суму близько 211 000 доларів США та допоміг приблизно 25 000 людям.
Зараз на місці катастрофи працює центр для відвідувачів і музей, створений меморіал жертвам повені в Джонстауні. Щороку в день його річниці запалюють 2209 свічок, щоб вшанувати кожного загиблого в цій трагедії.

### Повінь 1936 року
Незважаючи на те, що повінь у 1889 році була найсерйознішою трагедією в історії міста Джонстаун, вона була далеко не останньою подією пов'язаною з погодою. Майже через 50 років, у 1936 році, Джонстаун став центром ще однієї катастрофічної повені. У березні того ж року танення снігу спричинило сильний стік, який посилив повені, спричинені триденним сильним дощем. Рівень повені досягав 14 футів і забрав життя понад 20 людей. Майже 3000 будівель було серйозно пошкоджено, а 77 було зруйновано, спричинивши збитки приблизно на 41 мільйон доларів США.

### Повінь 1977 року
Приблизно через 40 років влітку 1977 року в Джонстауні сталася сильніша повінь. Сильна гроза зупинилася над Джонстауном і спричинила понад фут опадів, які пройшли над містом, переповнивши кілька маленьких струмків. Вода переповнила систему каналів у Джонстауні, кілька дамб прорвало. Повінь завдала майнових збитків на суму близько 300 мільйонів доларів США, загинуло 85 людей.

## Географія
Джонстаун розташований за координатами 40°19′34″ пн. ш. 78°55′9″ зх. д. / 40.32611° пн. ш. 78.91917° зх. д. (40.326132, -78.919139). За даними Бюро перепису населення США в 2010 році місто мало площу 15,77 км², з яких 15,26 км² — суходіл та 0,51 км² — водойми.

### Клімат
| Клімат : Джонстаун      | Клімат : Джонстаун | Клімат : Джонстаун | Клімат : Джонстаун | Клімат : Джонстаун | Клімат : Джонстаун | Клімат : Джонстаун | Клімат : Джонстаун | Клімат : Джонстаун | Клімат : Джонстаун | Клімат : Джонстаун | Клімат : Джонстаун | Клімат : Джонстаун | Клімат : Джонстаун |
| Показник                | Січ.               | Лют.               | Бер.               | Квіт.              | Трав.              | Черв.              | Лип.               | Серп.              | Вер.               | Жовт.              | Лист.              | Груд.              | Рік                |
| Абсолютний максимум, °C | 26,7               | 25,0               | 30,0               | 35,0               | 35,6               | 37,8               | 40,0               | 38,9               | 40,0               | 34,4               | 28,3               | 24,4               | 40,0               |
| Середній максимум, °C   | 2,8                | 5,0                | 10,6               | 17,8               | 23,3               | 28,3               | 30,6               | 29,4               | 25,0               | 18,3               | 11,7               | 5,6                | 17,4               |
| Середній мінімум, °C    | −6,1               | −5                 | −1,1               | 3,9                | 9,4                | 13,9               | 16,1               | 15,0               | 11,7               | 5,0                | 1,1                | −3,9               | 5,0                |
| Абсолютний мінімум, °C  | −28,9              | −27,2              | −18,9              | −12,8              | −5,6               | 0,6                | 3,9                | 1,7                | −3,9               | −7,8               | −17,2              | −26,1              | −28,9              |
| Норма опадів, мм        | 97                 | 87                 | 98                 | 97                 | 109                | 123                | 130                | 104                | 105                | 83                 | 93                 | 85                 | 1164               |
| ----------------------- | ------------------ | ------------------ | ------------------ | ------------------ | ------------------ | ------------------ | ------------------ | ------------------ | ------------------ | ------------------ | ------------------ | ------------------ | ------------------ |
| Джерело: Accuweather    |                    |                    |                    |                    |                    |                    |                    |                    |                    |                    |                    |                    |                    |

## Демографія
Згідно з переписом 2010 року, у місті мешкало 20 978 осіб у 9917 домогосподарствах у складі 5086 родин. Густота населення становила 1330 осіб/км². Було 11978 помешкань (759/км²).
Расовий склад населення:
| - 80,0 % — білих - 14,6 % — чорних або афроамериканців - 0,2 % — корінних американців - 0,2 % — азіатів |

До двох чи більше рас належало 4,3 %. Частка іспаномовних становила 3,1 % від усіх жителів.
За віковим діапазоном населення розподілялося таким чином: 21,7 % — особи молодші 18 років, 59,8 % — особи у віці 18—64 років, 18,5 % — особи у віці 65 років та старші. Медіана віку мешканця становила 41,8 року. На 100 осіб жіночої статі у місті припадало 87,9 чоловіків; на 100 жінок у віці від 18 років та старших — 84,5 чоловіків також старших 18 років.
Середній дохід на одне домашнє господарство становив 31 803 долари США (медіана — 24 415), а середній дохід на одну сім'ю — 39 324 долари (медіана — 32 047). Медіана доходів становила 31 598 доларів для чоловіків та 27 401 долар для жінок. За межею бідності перебувало 35,1 % осіб, у тому числі 57,0 % дітей у віці до 18 років та 16,8 % осіб у віці 65 років та старших.
Цивільне працевлаштоване населення становило 6873 особи. Основні галузі зайнятості: освіта, охорона здоров'я та соціальна допомога — 27,1 %, мистецтво, розваги та відпочинок — 15,7 %, роздрібна торгівля — 15,6 %.

## Уродженці
- Керролл Бейкер (* 1931) — американська актриса.
- Дональд Барлет (* 1936) — американський журналіст і автор.